# Glina (rivière)
La Glina est une rivière de Croatie et de Bosnie-Herzégovine d'une longueur de 100 km. Elle est un affluent de la Kupa et donc un sous-affluent du Danube par la Save.